# Платье цвета полуночи
«Платье цвета полуночи» (англ. I Shall Wear Midnight) — фэнтези известного английского писателя Терри Пратчетта. На русском языке издана в 2017 году издательством Эксмо под названием «Платье цвета полуночи», также существуют неофициальные переводы под названием «Я надену чёрное» и «Я надену платье цвета ночи».
Тридцать восьмая книга цикла «Плоский мир», четвёртая книга из цикла о Тиффани Болен.

## Аннотация
Традиционно считается, что ведьму можно вырастить только на старых добрых камнях. Местное население недолюбливает ведьм, считая, что они способны только творить злое волшебство, красть младенцев и кудахтать.
Тиффани Болен — юная ведьма, которая стала единственной на холмах Мела. И она считает, что делает нужную работу для жителей Мела. Хотя эта работа включает в себя перевязку и подстригание ногтей на ногах у пожилых леди, в ней не так уж много… колдовства, а также времени на сон.
Но где-то проснулся от долгого сна и до поры скрывается запутанный клубок злобы и ненависти. И вместе с ним просыпаются все старые сказки — сказки о злых ведьмах. А её крохотные союзники, драчливые Нак Мак Фигглы, только осложняют ситуацию.

Дела должны пойти на поправку после ночи доброго, крепкого сна. Но этого не случается. И похоже, они собираются только ухудшиться. А ведьма обязана разбираться со всеми встающими на её пути проблемами…

## Главные действующие лица
- Тиффани Болен — юная ведьма
- Явор Заядло — Большой человек клана, Нак Мак Фигль
- Джинни — кельда клана, жена Явора
- Амбер Петти — девушка, взятая на попечение Тиффани
- Лукавец — призрак погибшего 1000 лет назад охотника на ведьм
- Престон — самый юный стражник в замке, позднее врач в Анк-Морпорке, в бесплатном госпитале Леди Сибил, с намерением продолжит карьеру на Мелу, учитель школы на Меловых холмах. Есть намёки на романтичные отношения с Тиффани.

### Второстепенные персонажи
- Отец Тиффани
- Мать Тиффани
- Барон — Барон Мела
- Роланд — сын Барона, наследник Мела
- Летиция — пассия Роланда
- Герцогиня — будущая теща, мать Летиции
- Туп Вулли — фигль, брат Явора Заядло
- Миссис Прост — городская ведьма, владелица лавки Боффо
- Капитан Моркоу Железобетонссон — городская Стража, человек, воспитанный гномами
- Капитан Ангва — городская Стража, оборотень
- Коммандор Сэмюэль Ваймс — глава городской Стражи
- Констебль Артур/чокнутый крошка Артур — городская Стража, как выясняется в середине книги нак-мак-Фигль
- Эскарина Смит — единственная женщина Плоского Мира, ставшая волшебником.